# 43P/Wolf-Harrington
43P/Wolf-Harrington, komet Jupiterove obitelji. Komet nosi ime i po američkome astronomu Robertu Harringtonu.